# Кульбаба скальная
Кульбаба скальная (лат. Leontodon saxatilis) — вид травянистых растений рода Кульбаба (Leontodon) семейства Астровые (Asteraceae), широко распространённый в Центральной Европе.

## Ботаническое описание

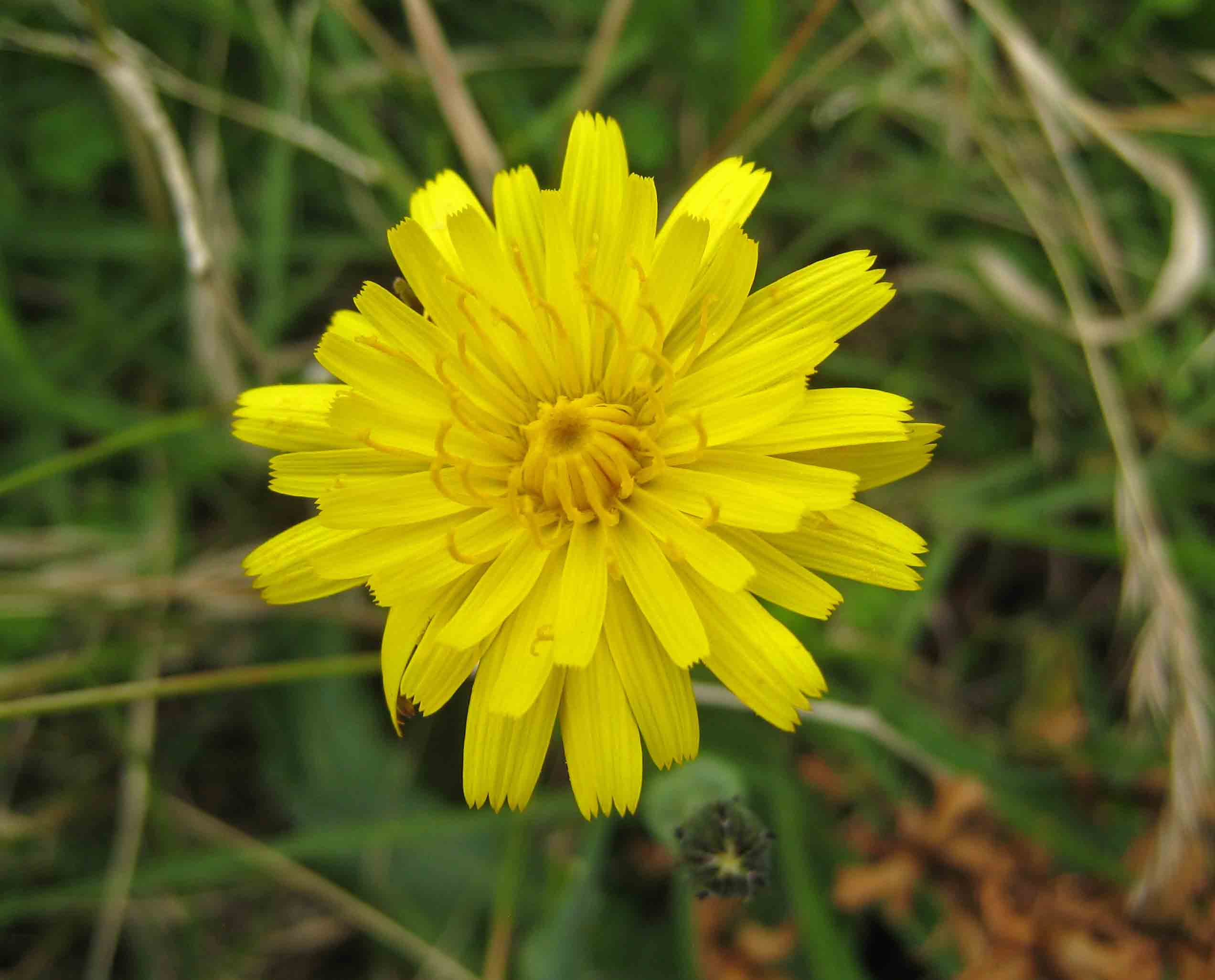
Корзинка

Многолетник. Побеги многочисленные, восходящие, 20—30 (35) см длиной, простые, почти голые (точнее, оголяющиеся — молодые стебли, в основном, у основания покрыты простыми жёсткими волосками до 1 (1,5) мм длиной). Листья в прикорневой розетке, до 15 (17) мм длиной, с 1 жилкой, от цельных до перистораздельных, наиболее широкие в верхней части (до 12 (15) мм шириной), обратноланцетные, от острых до притупленных, постепенно переходящие в длинный черешок (до ⅓ от общей длины листа), снизу по жилке с многочисленными простыми волосками, сверху по жилке с единичными волосками, по краю листовой пластинки с довольно редкими волосками до 1 мм длиной.
Корзинки одиночные. Обёртка двурядная, из 8—10 листочков, 7—9 мм длиной, при цветках до 7 мм шириной, при основании с немногочисленными чешуйками до 1,5 (2) мм длиной, от довольно густо опушённых простыми волосками до почти голых. Листочки обёртки постепенно заострённые, зелёные, по краю на верхушке почти чёрные, на самой верхушке мелкобелобахромчатые. Язычковые цветки тёмно-жёлтые, наружные с нижней стороны тёмно-фиолетовые. Рыльца жёлтые. Семянки бурые, диморфные: немногочисленные внешние семянки изогнутые, с хохолком из коротких (до 0,5 мм) пленчатых чешуек; внутренние семянки 4—5 мм длиной, с носиком менее 1 мм длиной, мелко шипиковатые по ребрам (шипики постепенно увеличиваются кверху, крючковидно загибаясь вниз). Хохолок до 6 мм длиной, из двух типов волосков: коротких простых или едва зубчатых и длинных перистых.

## Синонимы
- Apargia hirta Schkuhr
- Apargia tergestina Hoppe ex DC.
- Colobium taraxacoides (Vill.) Holub
- Hyoseris pygmaea Ait.
- Hyoseris taraxacoides Vill.
- Leontodon leysseri (Wallr.) Beck
- Leontodon nudicalyx (Lag.) Mérat
- Leontodon nudicaule (L.) Banks
- Leontodon psilocalyx (Rchb.) Mérat
- Leontodon taraxacoides (Vill.) Willd. ex Mérat
- Rhagadiolus taraxacoides (Vill.) All.
- Thrincia laevis Lag.
- Thrincia leysseri Wallr.
- Thrincia nudicalyx Lag.
- Thrincia nudicaulis Lowe
- Thrincia psilocalyx Lag. ex Rchb.
- Thrincia pygmaea (Ait.) Pers.
- Thrincia saxatilis (Lam.) Holub & Moravec
- Thrincia taraxacoides (Vill.) Gaudin